# FK Velež Mostar
Fudbalski Klub Velež Mostar je fotbalový klub z města Mostar v Bosně a Herzegovině. Založen byl roku 1922. Jméno Velež klub získal dle hory Velež blízko Mostaru. Byl jedním z nejúspěšnějších bosenských klubů v bývalé jugoslávské lize, třikrát obsadil 2. a čtyřikrát 3. místo. Krom toho dvakrát získal jugoslávský pohár (1981, 1986). V sezóně 2005/06 vyhrál druhou bosenskou ligu. Největším mezinárodním úspěchem klubu je čtvrtfinále Poháru UEFA 1974/75.

## Kompletní výsledky v evropských pohárech
| Sezóna  | Soutěž | Kolo | Soupeř                   | Doma | Venku | Celkem        |
| ------- | ------ | ---- | ------------------------ | ---- | ----- | ------------- |
| 1973/74 | UEFA   | 1.   | Tatran Prešov            | 1–1  | 2–4   | 3–5           |
| 1974/75 | UEFA   | 1.   | FK Spartak Moskva        | 2–0  | 1–3   | 3–3           |
| 1974/75 | UEFA   | 2.   | Rapid Vídeň              | 1–0  | 1–1   | 2–1           |
| 1974/75 | UEFA   | 3.   | Derby County FC          | 4–1  | 1–3   | 5–4           |
| 1974/75 | UEFA   | Č    | Twente Enschede          | 1–0  | 0–2   | 1–2           |
| 1981/82 | PVP    | 1.   | Jeunesse Esch            | 6–1  | 1–1   | 7–2           |
| 1981/82 | PVP    | 2.   | 1. FC Lokomotive Leipzig | 1–1  | 1–1   | 2–2 (1–4 pen) |
| 1986/87 | PVP    | 1.   | Vasas Budapešť           | 3–2  | 2–2   | 5–2           |
| 1986/87 | PVP    | 2.   | Vitosha Sofia            | 4–3  | 0–2   | 4–5           |
| 1987/88 | UEFA   | 1.   | FC Sion                  | 5–0  | 0–3   | 5–3           |
| 1987/88 | UEFA   | 2.   | Borussia Dortmund        | 2–1  | 0–2   | 2–3           |
| 1988/89 | UEFA   | 1.   | APOEL Nikósie            | 1–0  | 5–2   | 6–2           |
| 1988/89 | UEFA   | 2.   | CF Os Belenenses         | 0–0  | 0–0   | 0–0 (4–3 pen) |
| 1988/89 | UEFA   | 3.   | Heart of Midlothian FC   | 2–1  | 0–3   | 2–4           |